# Речкина (Свердловская область)
Речкина — деревня в Талицком городском округе Свердловской области России.

## Географическое положение
Деревня Речкина находится в 10 километрах (по дорогам в 13 километрах) к востоку-северо-востоку от города Талицы, на правом берегу реки Пышмы. В окрестностях деревни расположены озера-старицы.

## Население
| 2002 | 2010 | 2021 |
| ---- | ---- | ---- |
| 58   | ↘35  | ↗49  |